# Tokyo Decadence
Tokyo Decadence (トパーズ?, Topāzu) è un film del 1992 diretto da Ryū Murakami, tratto dall'omonimo romanzo scritto da Murakami stesso. La regia del seguito, Topaz II, verrà affidata ad Hideaki Anno con il titolo Love & Pop.

## Trama
Ai è una ragazza squillo per una agenzia di accompagnatrici di Tokyo. Tramite i suoi occhi, Murakami accompagna lo spettatore in un opprimente labirinto di perdizione cresciuto all'ombra della bubble economy. Uomini d'affari e impiegati frustrati si sfogano nel sesso a pagamento e nel sadomasochismo. La spropositata quanto ansiogena «ricchezza senza dignità» (come la definirà una collega di Ai) accumulata dal Paese, è pronta a rovesciarsi nella rovinosa recessione degli anni novanta.
Schiacciata dal meccanismo di cui è parte e dal disprezzo di sé, Ai cercherà per un'ultima volta di ritrovare l'amore in un celebre artista (Satoh), di cui è ancora innamorata. La protagonista chiederà consiglio ad una fattucchiera che le dirà di portare un anello; ma l'anello che le consiglierà di portare, un topazio rosa (che dà il nome al film nel titolo originale giapponese), non servirà a recuperare il tempo perduto e il suo posto nella società. Infatti all'arrivo a casa di Satoh, con un vestito che sarà simbolicamente macchiato nel tragitto, la troverà vuota.

## Distribuzione
Per la scabrosità di numerose sequenze, la distribuzione del film Tokyo Decadence è stata vietata in Corea del Sud e Australia. In Italia il film è distribuito da Lucky Red in una versione accorciata di circa 30 minuti.